# 裴荫森故居
裴荫森故居位于中国江苏省淮安市淮安区河下街道河下社区姜桥巷30号。2003年3月，裴荫森故居列为第二批淮安市文物保护单位。2006年5月25日，列为第六批全国重点文物保护单位——京杭大运河（2013年并为大运河）在淮安市的子项。
裴荫森（1823～1895年）出生于阜宁县洲门，为同治二年（1863年）癸亥恩科殿试第二甲第四十五名进士，光绪九年（1883年）官至福建按察使，后署理船政大臣，制造钢甲兵轮“平远”号。光绪十六年（1890年）告病回淮，定居河下镇。裴荫森故居现存前后四进，房屋25间。